# Jannicke Mikkelsen
Jannicke Mikkelsen född 8 juni 1986 i Edinburgh, Skottland, är en norsk filmskapare och astronaut.

## Rymdfärd
Den 1 april 2025 påbörjade hon sin första rymdfärd, kallad Fram2. Hon blev därmed Norges andra astronaut. Hon flög tillsammans med Chun Wang, Eric Philips och Rabea Rogge. Flygningen var den första bemannade flygningen i polär omloppsbana runt jorden.